# Ballykelly
Ballykelly är en ort i Storbritannien.   Den ligger i riksdelen Nordirland, i den västra delen av landet, 600 km nordväst om huvudstaden London. Ballykelly ligger 22 meter över havet och antalet invånare är 1 735.
Terrängen runt Ballykelly är platt österut, men åt sydväst är den kuperad. Havet är nära Ballykelly åt nordväst.Runt Ballykelly är det ganska tätbefolkat, med 155 invånare per kvadratkilometer. Trakten runt Ballykelly består i huvudsak av gräsmarker.